# Montiberri
Montiberri és un antic poble de la comarca de l'Alta Ribagorça. Actualment està del tot deshabitat. Pertany al terme municipal del Pont de Suert. Antigament pertanyia al terme municipal de Malpàs.
El poble era en els contraforts septentrionals de la Faiada de Malpàs, a la zona sud del terme, en els vessants meridionals del riuet del Convent.
L'església de Montiberri, sufragània, és dedicada a sant Llorenç. Documentada almenys des del 1196, actualment no queda res de la primitiva construcció romànica.

## Etimologia
Montiberri, com explica molt bé Joan Coromines (op. cit.), és un topònim basc: mendi-be erri significa lloc a sota la muntanya, encara en basc actual.

## Història
Montiberri era, en un origen, una granja del monestir de Lavaix.
Pascual Madoz inclou Montiverri en el seu Diccionario geografico... del 1849. Hom hi pot llegir que es tracta d'una caseria de 3 cases situada en un pla dalt de la muntanya del seu nom, ventilada per tots els vents. Es considerava històricament una granja del monestir de Santa Maria de Lavaix, però de caràcter independent, i que per a temes de justícia recorria als pobles dels voltants. Hi ha una església independent, sense caràcter parroquial, on oficiava de vegades un capellà pagat pels veïns. Hi ha un cementiri fora del poble i, al costat seu, una font molt freda i abundant. El terreny és muntanyós, pedregós i àrid, amb molta muntanya poblada de boixos i esbarzers. S'hi produïa sègol, ordi i alguns llegums; també llana, encara que poca. S'hi criaven ovelles i cabres, i s'hi caçaven conills i poques perdius. Tenia 2 veïns (caps de família) i 14 ànimes (habitants).